# Noizi Ito
Noizi Ito (いとうのいぢ Itō Noiji?, Hyōgo, 9 de agosto de 1977) es una ilustradora de videojuegos y manga japonesa. Es empleada de UNiSONSHIFT, perteneciente a la compañía SOFTPAL, dedicada a los juegos eroge. También preside el círculo de artistas Fujitsubo-Machine.
Realmente, Noizi Ito es su seudónimo y está romanizado de manera oficial en la forma Kunrei-shiki; el origen de su seudónimo proviene del bajo de la banda SEX MACHINEGUNS llamado NOISY, y del cual tomó el nombre “Noizi”; el apellido “Ito” lo tomó del guitarrista de la banda SIAM SHADE, DAITA, cuyo nombre verdadero era Daita Itō. Finalmente, dispuso su seudónimo en el sentido occidental, en vez de nombrarlo en el sentido japonés, en donde el apellido precede al nombre.

## Biografía
Comenzó a realizar el diseño de personajes cuando asistía a la escuela preparatoria; en momentos donde se volvieron populares los dibujos de Yun Kouga, CLAMP y de los videojuegos de pelea de Capcom y SNK. Luego de graduarse de la escuela vocacional, se mudó a Osaka e ingresó a la compañía de videojuegos SOFTPAL y se convirtió en parte del grupo UNiSONSHIFT.
Posteriormente, estuvo alrededor de 3 a 4 años realizando trabajos con gráficos por computadora, teniendo su debut como artista en el videojuego Be-reave de 1999. Poco después, comenzó a tener un rol importante como artista dentro de la empresa; luego tuvo una participación menor en One More@Pieces. Hacia 2006 sale a la venta Nanatsuiro★Drops, videojuego con diseños realizados totalmente por ella misma, y que fue adaptado al anime en 2007. También ha estado involucrada en la ilustración de las novelas ligeras de Shakugan no Shana y Suzumiya Haruhi no Yūutsu. Ha ganado el primer premio como ilustradora femenina del Kono Raito Noberu ga Sugoi de 2008, lo cual ha incrementado su popularidad como ilustradora.

## Trabajos

### Videojuegos ordinarios
- Dancing Sword ～Senkō～ – MTO (diseño de personajes)
- GUILTY GEAR – AcuSystem Works (ilustración menor)
- Nanatsuiro★Drops Pure!! – UNiSONSHIFT:Blossom (proyecto e ilustración original)

### Eroge
- Be-reave (ilustración original)
- Wasurena Kusa ～Forget-me-Not～ (ilustración original)
- Komorebi ni Yureru Tama no Koe (proyecto e ilustración original)
- Peace@Pieces (proyecto e ilustración original)
- One More@Pieces (proyecto e ilustración original)
- Nanatsuiro★Drops (proyecto e ilustración original)
- Alice Parade (ilustración original)

### Ilustraciones
- Shakugan no Shana con Yashichirō Takahashi
- Suzumiya Haruhi no Yūutsu con Nagaru Tanigawa
- Peace@Pieces con Masachika Kobayashi
- Nanatsuiro★Drops con Wa Ichikawa
- Nanatsuiro★Drops Pure!! con Kaya Akasaka (al cargo)
- bee-be-beat-it! con Masaki Kamiya
- Urusei Yatsura con Rumiko Takahashi (presentación especial en la ilustración final del volumen 13 de la reedición)
- Bianca Ovastade con Tsutsui Yasutaka
- Another con Ayatsuji Yukito (en la reedion de lujo)

### Manga
- Yume Miru Vampire (Interbrain)

## Artbooks
A través de los años, Fujitsubo-Machine ha producido varios artbooks con dibujos hechos por Noizi Ito.
- Noizi Ito Gashū Guren (いとうのいぢ画集 紅蓮 -ぐれん-?) (MediaWorks, 2005) ISBN 4-8402-2898-1
- Noizi Ito Gashū Ⅱ Kaen (いとうのいぢ画集Ⅱ 華焔 -かえん-?) (MediaWorks, 2007) ISBN 978-4-8402-3987-5